# M/S Turasund

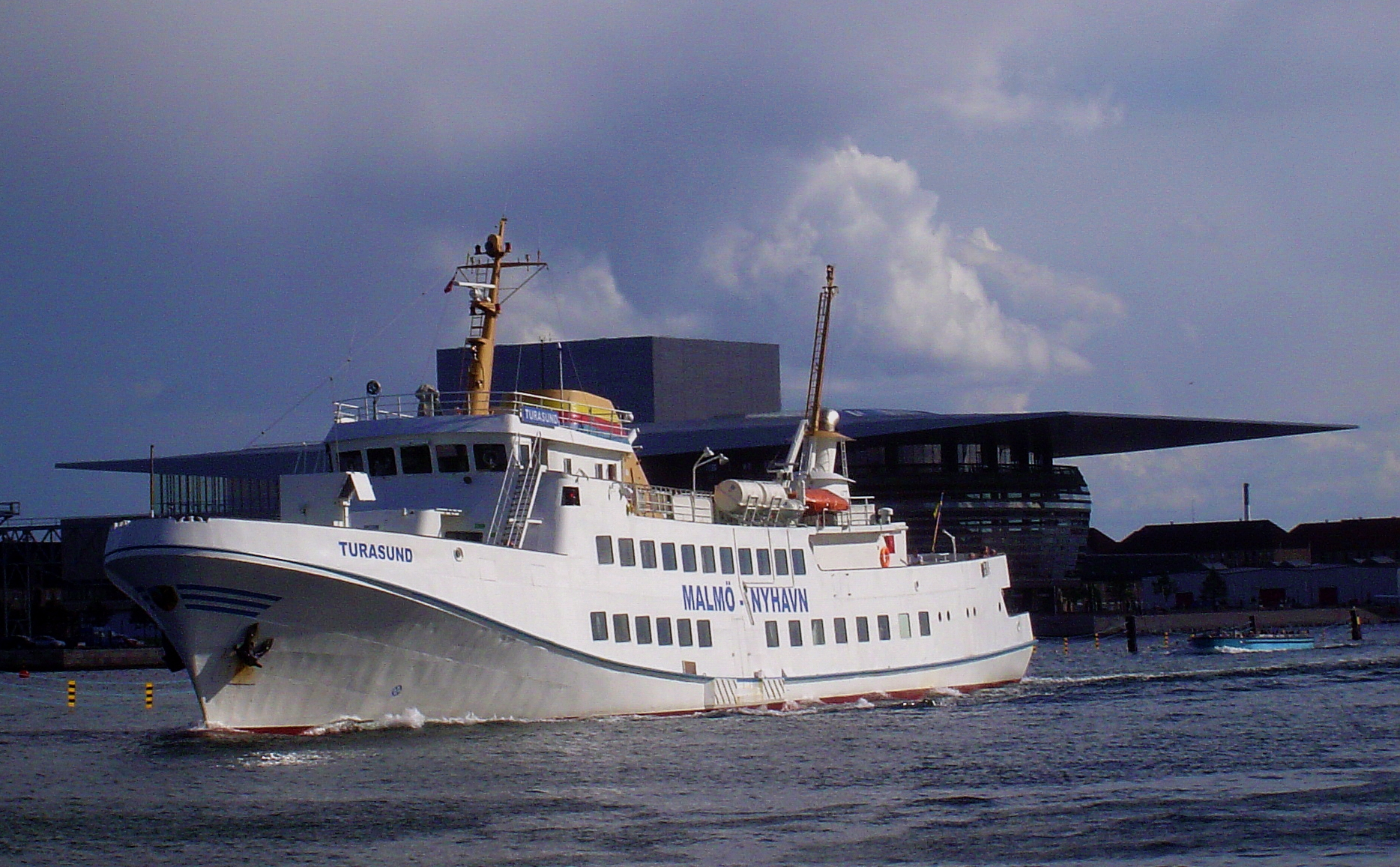
M/S Turasund passerar framför Köpenhamns operahus i augusti 2005.

M/S Turasund är ett passagerarfartyg, sjösatt 1972, som periodvis gick i linjetrafik över Öresund mellan Malmö och Köpenhamn under 2004 och 2005. Namnet M/S Turasund fick båten efter en förslagstävling i tidningen Kvällsposten där Mikael Rehn hade det vinnande förslaget. Det har även trafikerat linjen under en tidigare period på 1970-talet. Fartyget, som är ett så kallat Seebäderschiff, heter numera Kloar Kimming och är upplagt i Peenemünde (2015). 